# Абу-Дабі (шаховий фестиваль)
Шаховий фестиваль Абу-Дабі - щорічний шаховий турнір, який проводиться починаючи з 1984 року в місті Абу-Дабі (Об'єднані Арабські Емірати). Організаторами його є Шаховий і культурний клуб міста Абу-Дабі спільно зі Спортивною радою міста. Також вони гарантують, що турнір проходить відповідно до правил і приписів ФІДЕ.
Шаховий фестиваль складається з трьох турнірів: турніру майстрів (понад 2000 пунктів рейтингу Ело, відкритого турніру (де можуть брати участь і гравці з рейтингом менш як 2000), а також юнацького турніру до 16 років. Турніри проходять за швейцарською системою. Турнір майстрів і опен мають по 9 турів з контролем часу по 90 хвилин на партію кожному гравцеві й 30 секунд додавання за кожен хід. Юнацький турнір має сім турів з контролем часу по 60 хвилин на партію кожному гравцеві й 10 секунд додавання за кожен хід. Крім того, до програми фестивалю входять: турнір зі швидких шахів, сеанс одночасної гри, турнір для поліцейських і військових, а також турнір сімейних команд. 22-й турнір майстрів, 2015 року, зібрав 147 учасників з 35 країн, включаючи 57 гросмейстерів.

## Переможці
Нижче наведені переможці турніру майстрів за роками:
| №  | Рік          | Чемпіон             | 2-ге місце         | 3-тє місце            |
| -- | ------------ | ------------------- | ------------------ | --------------------- |
| 6  | 1999[3]      | Ашот Анастасян      | Шухрат Сафін       | Михайло Салтаєв       |
| 8  | 2001[4]      | Сергій Загребельний | Ельмар Магеррамов  | Олексій Барсов        |
| 9  | 2002[5]      | Михайло Улибін      | Євген Глейзеров    | Шухрат Сафін          |
| 11 | 2004[6]      | Дмитро Бочаров      | Михайло Кобалія    | Пентала Харікрішна    |
| 12 | 2005[7]      | Ашот Анастасян      | Дмитро Бочаров     | Сергій Каюмов         |
| 13 | 2006[8]      | Вугар Гашимов       | Ашот Анастасян     | Євген Мірошниченко    |
| 14 | 2007[9]      | Ашот Анастасян      | Бассем Амін        | Ехсан Гаем Магамі     |
| 16 | 2009[10]     | Олексій Александров | Олександр Рахманов | Ашот Анастасян        |
| 20 | 2013[11]     | Ігор Курносов       | Захар Єфименко     | Михайло Олексієнко    |
| 21 | 2014[12][13] | Юрій Кузубов        | Тигран Петросян    | Муралі Картхікеян[en] |
| 22 | 2015[14][15] | Нільс Гранделіус    | Мартин Кравців     | Баадур Джобава        |
| 23 | 2016[16]     | Дмитро Андрєйкін    | Башкаран Адгібан   | Бассем Амін           |